# Matthew Daddario
Pour les articles homonymes, voir Daddario.
Matthew Quincy Daddario, né le 1er octobre 1987 à New York, est un acteur américain.
Il est notamment connu pour le rôle d'Alec Lightwood dans la série télévisée américaine Shadowhunters.

## Biographie
Matthew Daddario, né à New York, est le fils du procureur Richard Daddario et de Christina Daddario, avocate. D'ancêtres hongrois, anglais, irlandais et italiens, il est aussi le frère de l'actrice américaine Alexandra Daddario. Ils ont une petite sœur, Catharine Daddario.
Matthew a grandi à New York où il a étudié à The Collegiate School avant d'étudier le commerce à l'université de l'Indiana dont il a été diplômé en 2010. Après son diplôme, il commence à étudier le métier d'acteur et à auditionner pour des rôles.

## Carrière
Matthew Daddario commence sa carrière d'acteur avec le rôle de Peter Hamble dans le court-métrage The Debut en 2012.

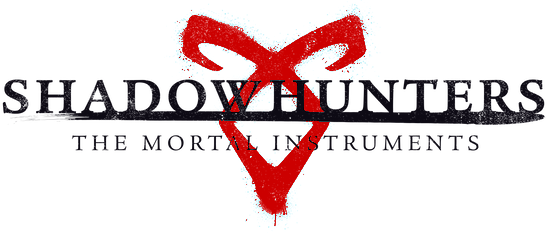
Logo de la série Shadowhunters.

En 2016, il commence à jouer Alexander « Alec » Lightwood dans l'adaptation en série télévisée de la série littéraire La Cité des ténèbres de Cassandra Clare, intitulée Shadowhunters, elle est diffusée entre le 12 janvier 2016 et le 6 mai 2019 sur Freeform et sur Netflix en France,. Pour ce rôle, il sera notamment récompensé dans la catégorie "Révélation de l'année" et "Meilleur acteur dans une série de science-fiction ou fantastique" lors des Teen Choice Awards.
La même année, il est à l'affiche du film d'horreur Cabin Fever, remake du film de Eli Roth.
En octobre 2020 il est annoncé dans le casting principal de la saison 2 de Why Women Kill, dans le rôle de Scooter qui est l'amant séduisant et peu brillant de Rita Castillo une femme mariée qui « l'entretient ».

## Filmographie

### Cinéma

#### Longs métrages
- 2013 : Défendu (Breathe In) de Drake Doremus : Aaron
- 2013 : 36 Saints de Eddy Duran : Sebastian
- 2013 : Delivery Man de Ken Scott : Channing
- 2014 : Growing Up and Other Lies de Darren Grodsky et Danny Jacobs : Peter
- 2014 : When the Game Stands Tall de Thomas Carter : Danny Ladouceur
- 2015 : Naomi and Ely's No Kiss List de Kristin Hanggi : Gabriel
- 2016 : Cabin Fever de Travis Zariwny : Jeff
- 2021 : TRUST de Brian DEcubellis : Owen
- 2022 : Into The Deep de Kate Cox : Ben

#### Courts métrages
- 2012 : The Debut de Tatianna Kantorowicz : Peter Hamble
- 2016 : The Last Hunt de lui-même et Brock Harris : Matthias

### Télévision

#### Série télévisée
- 2016-2019 : Shadowhunters : Alexander « Alec » Lightwood (rôle principal, 55 épisodes)
- 2021 : Why Women Kill : Scooter, amant de Rita Castillo (rôle principal)

## Distinctions
Sauf indication contraire, les informations mentionnées dans cette section peuvent être confirmées par la base de données cinématographiques IMDb,  présente dans la section « Liens externes ».
| Année | Prix                                 | Catégorie                                                        | Travail Récompensé | Résultat   |
| ----- | ------------------------------------ | ---------------------------------------------------------------- | ------------------ | ---------- |
| 2016  | 18e cérémonie des Teen Choice Awards | Meilleure révélation de l'année                                  | Shadowhunters      | Lauréat    |
| 2016  | MTV Fandom Awards                    | Ship of the Year (avec Harry Shum Jr.)                           | Shadowhunters      | Nomination |
| 2017  | 19e cérémonie des Teen Choice Awards | Meilleur acteur dans une série de Science-fiction ou Fantastique | Shadowhunters      | Nomination |
| 2017  | 19e cérémonie des Teen Choice Awards | Meilleur baiser avec Harry Shum Jr                               | Shadowhunters      | Nomination |
| 2017  | 19e cérémonie des Teen Choice Awards | Meilleure alchimie avec Harry Shum Jr                            | Shadowhunters      | Nomination |
| 2018  | 20e cérémonie des Teen Choice Awards | Meilleur acteur dans une série de Science-fiction ou Fantastique | Shadowhunters      | Lauréat    |
| 2018  | 20e cérémonie des Teen Choice Awards | Alchimie préférée dans une série télévisée, avec Harry Shum Jr   | Shadowhunters      | Nomination |
| 2018  | TV Scoop Awards                      | Meilleur acteur dramatique                                       | Shadowhunters      | Nomination |
| 2018  | TV Scoop Awards                      | Meilleur couple (avec Harry Shum Jr)                             | Shadowhunters      | Nomination |